# Église Saint-Godard de Bekkerzeel
Pour les articles homonymes, voir Église Saint-Godard.
L'église Saint-Godard (en néerlandais : Parochiekerk Sint-Godardus) est une église paroissiale située à Bekkerzeel, un village faisant partie de la commune belge de Asse, en Brabant flamand.

## Dédicace
L'église est dédiée à Godard de Hildesheim, un moine bénédictin bavarois mort en 1038 et qui fut évêque de Hildesheim.

## Histoire
L'église, commandée par l'abbaye de Grand-Bigard, est construite en 1764.

## Description
De style classique, l'église est à nef unique.

## Monument protégé
L'église, le cimetière et le mur d'enceinte sont inscrits comme monuments protégés (décret du 13 novembre 2002). Le site fait également partie du paysage urbain protégé de Bekkerzeel (décision de la même date).
L'orgue de l'église a été inscrite sur la liste par le décret du 21 août 1979.